# Karaops burbidgei
Espèce
Karaops burbidgei est une espèce d'araignées aranéomorphes de la famille des Selenopidae.

## Distribution
Cette espèce est endémique du Pilbara en Australie-Occidentale,. Elle se rencontre sur l'île de Barrow et l'île Varanus.

## Description
La carapace du mâle holotype mesure 1,99 mm sur 1,74 mm. La femelle paratype mesure 5,41 mm.

## Étymologie
Cette espèce est nommée en l'honneur d'Andrew Burbidge.

## Publication originale
- Crews & Harvey, 2011 : The spider family Selenopidae (Arachnida, Araneae) in Australasia and the Oriental region. ZooKeys, no 99, p. 1-103 (texte intégral).